# يعقوب تالمون
يعقوب تالمون (بالعبرية: יעקב טלמון) (14 يونيو 1916 – 16 يونيو 1980) مؤرخ إسرائيلي.
كان أستاذ التاريخ الحديث في الجامعة العبرية في القدس. صك مصطلحات مثل الديمقراطية الشمولية والمسيح السياسي.
درس أصول الشمولية وكان يرى أن المسيحية السياسية انبثقت من الثورة الفرنسية، وأكد على التشابهات بين اليعقوبية والستالينية.  
حصل على جائزة إسرائيل في العلوم السياسية في عام 1956.

## حياته
ولد يعقوب تالمون في بلدة ريبين في شمال بولندا باسم يعقوب لايب فلايشر، في عائلة يهودية أرثوذكسية. أبوه أفراهام كان رجل أعمال.
هاجرت عائلته إلى فلسطين تحت الانتداب البريطاني في عام 1933، واستقرت في تل أبيب. وبدأ دراسته الأكاديمية في الجامعة العبرية في القدس حتى عام 1939. ورحل إلى باريس ليدرس في جامعة السوربون. وبعد الاحتلال النازي لباريس في الحرب العالمية الثانية، انتقل إلى لندن. وحصل هناك على الدكتوراه عام 1943 في كلية لندن للاقتصاد.
وفي عام 1949 عاد تالمون إلى إسرائيل وبدأ التدريس في الجامعة العبرية. وفي 23 نوفمبر 1961 تزوج الدكتورة إيرينا بوغائير، وهي طبيبة بولندية المولد وأنجبا ابنتان.
وفي عام 1960 تم تعيينه أستاذا للتاريخ الحديث. وحصل على جائزة إسرائيل في العلوم السياسية في عام 1956، وذلك لأبحاثه حول أصول الديمقراطية الشمولية. وانتخب في عام 1967 انتخب عضوا في الأكاديمية الوطنية الإسرائيلية للعلوم. كما كان أستاذا زائا في جامعة أكسفور، ومعهد الدراسات المتقدمة في برنستون ومعهد ماساتشوستس للتكنولوجيا.
وترى المؤرخة هيدفا بن إسرائيل، فإن «شهرة تالمون كأحد أعظم المؤرخين في جيله اكتسبها في عام 1952 بفضل عمله المهم أصول الديمقراطية الشمولية». وهو أحد ثلاث كتب عرفت بالثلاثية التاريخية والكتابان الآخران هما: المسيحية السياسية: المرحلة الرومانسية –  وأسطورة الأمة والرؤية الثورية: أصول الاستقطاب الأيديولوجي في القرن العشرين. ويستعرض فيها تالمون الأسس التي تقوم عليها صراعات هائلة بين التيارات والحركات السياسية في القرن العشرين.
وبعد حرب الأيام الستة عام 1967 دخل في جدال مع أرنولد توينبي حول دور اليهود والصهيونية في التاريخ.
توفي في عام 1980 في القدس خلال إجراء عملية جراحية في القلب. وكان يبلغ من العمر 64 عاما وقت وفاته. وألقى رئيس الوزراء مناحيم بيجن كلمة في جنازته. وأصدرت هيئة البريد طابعا تذكاريا له في 24 فبراير 2004، تخليدا لكتابه «أصول الديمقراطية الشمولية».

## كتب
- أصول الديمقراطية الشمولية – 1952 [11]

- طبيعة التاريخ اليهودي وأهميته الكونية – 1957

- المسيحية السياسية: المرحلة الرومانسية – 1960

- الفريد والكوني – 1956

- الرومانسية والثورة – 1967

- إسرائيل بين الأمم – 1968

- عصر العنف – 1974

- أسطورة الأمة ورؤية الثورة: أصول الاستقطاب الأيديولوجي في القرن العشرين – 1981

- لغز الحاضر ومكر التاريخ – 2000

## جوائز
- حصل على جائزة إسرائيل في العلوم الاجتماعية في عام 1956.[12]